# Donaldson Romeo
Donaldson Romeo né en 1962 à Montserrat est un artiste et homme politique. Il a été Premier ministre de Montserrat de 2014 à 2019.

## Biographie
Donaldson Romeo naît à Salem en 1962. Il fait ses études primaires et secondaires sur son île avant de partir aux États-Unis à la George School (en), un pensionnat lié à l’Université Temple en tant qu’étudiant en médecine avec l’intention de devenir dentiste. Mais après la première année d’études, il retourne chez lui à l’âge de 20 ans pour aider son père malade avec son entreprise de quincaillerie, ce qu’il a fait avec succès. En moins d’un an, il laisse son père dans la meilleure situation financière depuis la création de son entreprise. Il est aussi actif dans son église et dans la fédération de Basket-ball de son île. En 1984, il s’installe en Grande-Bretagne où il devient portraitiste autodidacte. Il gagne sa vie en tant que portraitiste, en faisant des croquis pour les habitants.
Il revient à Montserrat en 1989, pour aider sa famille à reconstruire leur affaire, détruite par l'Ouragan Hugo. Cinq ans après, il se lance dans la vente de carte postale en édition limitée à destination des touristes.
Il est élu lors des élections de 2009 comme candidat indépendant et est choisi comme Leader de l'opposition face au gouvernement de Reuben Meade.
Le 30 avril 2014, il fonde le Mouvement démocratique du peuple (PDM) pour se présenter aux élections de septembre 2014. Le PDM remporte sept sièges sur neuf et Donaldson Romeo devient Premier ministre de Montserrat.
En 2018, il doit affronter la sécession de plusieurs de ses ministres qui vont jusqu'à tenter de faire voter une motion de défiance contre lui. Il perd même le contrôle de son parti. Il décide finalement de convoquer des élections anticipées pour le 18 novembre 2019 auxquelles il se présente comme indépendant. Il est réélu comme député mais ne peut former de nouveau gouvernement.